# Racconti incantati
Racconti incantati (Bedtime Stories) è un film del 2008 diretto da Adam Shankman con protagonista Adam Sandler.

## Trama
La storia viene raccontata dal padre del protagonista, il quale inizia ricordando quando era il direttore di un piccolo albergo, che curava con molto amore e l'aiuto dei due figli, Skeeter e Wendy, a cui raccontava bellissime favole ogni sera. Tuttavia gli affari non andavano bene, e fu costretto a vendere l'albergo a Barry Nottingham. Questi gli promise che, se in futuro il figlio si fosse dimostrato abbastanza in gamba, avrebbe potuto persino dargli la direzione. A questo punto la storia si sposta nel presente, dove Skeeter Bronson è un tuttofare nell'albergo, maltrattato da tutti tranne dal suo amico Mickey, un cameriere. Un giorno sua sorella, Wendy, che non lo vede da quattro anni, lo invita alla festa di compleanno di sua figlia Bobby e approfitta della situazione per chiedergli di badare per una settimana sia a lei che al fratellino Patrick, aiutato anche dalla sua amica insegnante Jill. Wendy deve assentarsi per sistemare la nuova casa dove si trasferiranno perché lei ha perso il lavoro come preside, visto che la sua scuola deve essere demolita. Non sapendo come passare le serate con i ragazzi, Skeeter comincia a raccontare loro delle favole che inventa sul momento. Ben presto però si rende conto, quando cerca di ottenere una Ferrari, che, non solo le favole diventano realtà, ma anche le aggiunte improbabili dei suoi nipoti si avverano. Provando a migliorare la propria posizione nell'albergo tramite le favole, dà luogo ad una serie di racconti ambientati nei posti più disparati, dal Far West all'antica Roma; tuttavia l'ultimo racconto, quello che avrebbe dovuto consentirgli il posto di direttore, si conclude con il suo personaggio incenerito, perché Skeeter aveva detto ai nipoti che nella vita vera non esiste lieto fine. Skeeter, proprio cercando di evitare questa conclusione, rovinerà la festa di compleanno del suo capo, facendosi licenziare e sostituire alla direzione dal suo arrogante rivale Kendall, fidanzato con la figlia di Barry.
Skeeter si ritrova solo e disperato perché i suoi piani sono falliti e persino Jill, a cui aveva cominciato ad interessarsi, è arrabbiata con lui. Parlando con suo padre riesce però a ritrovare la fiducia in se stesso e il giorno seguente il signor Barry, andato dal giudice per far approvare alcune migliorie al progetto, lo incontra in tribunale: il giudice è infatti un'ex compagna di liceo di Skeeter, una di quelle che all'epoca lo trattava male e che lui ha rincontrato alcuni giorni prima grazie alle originali idee sulla trama dei nipotini. Il giudice rifiuta di approvare le migliorie, ma concede lo spostamento dell'albergo nuovo dove il signor Barry originariamente lo voleva, cioè su una spiaggia. Le cose sembrano risolte, ma non si riesce a comunicare con Kendall, direttore dei lavori, intenzionato a demolire la scuola pochi minuti dopo. Skeeter e Jill si lanciano in una rocambolesca corsa contro il tempo a bordo di una moto rubata e giungono appena in tempo per impedire la distruzione della scuola.
Alla fine Skeeter e Jill, ormai sposati, dirigono un motel sulla riva del mare, mentre Kendall e la sua amante Aspen lavorano come camerieri. Mickey ha sposato la ricchissima figlia di Barry, Violet, mentre Wendy è ancora direttrice della scuola.

## Incassi
In Italia è uscito il 27 marzo 2009 e nella prima settimana in cui è stato programmato al cinema, la pellicola ha guadagnato una cifra pari a 378.294 euro. Negli USA è uscito il 25 novembre 2008 e ha guadagnato 110.101.975 dollari. In tutto il mondo ha totalizzato 221,468,935 di dollari.